# Frank Turner (basketballer)
Frank Rahim Turner (Atlantic City, 25 mei 1988) is een Amerikaans voormalig basketballer.

## Carrière
Turner speelde collegebasketbal voor de Canisius Golden Griffins van 2006 tot 2010. Hij werd niet gekozen in de NBA-draft dat jaar en tekende een contract in Nederland bij EiffelTowers Den Bosch. Hij speelde twee seizoenen in Nederland en werd in 2012 landskampioen voordat hij tekende bij het Poolse Trefl Sopot. Hij tekende in mei 2013 bij Fos Provence Basket. Voor het seizoen 2013/14 tekende hij bij de Antwerp Giants waar hij een seizoen speelde.
In december 2014 tekende hij bij CSU Cluj-Napoca uit Roemenië. Het seizoen erop speelde hij bij het Bulgaarse Rilski Sportist waarmee hij de beker van Bulgarije won. Het seizoen 2016/17 bracht hij door in de Franse tweede klasse bij ADA Blois Basket. Van 2017 tot 2019 speelde hij voor het Duitse Crailsheim Merlins. Het eerste seizoen bracht hij door in de tweede klasse maar wist met de ploeg promotie af te dwingen naar de hoogste klasse waar hij zijn tweede seizoen bij de club doorbracht.
In 2019 tekende hij bij het Hongaarse BC Körmend en speelde er een seizoen. Het seizoen erop tekende hij bij reeksgenoot Alba Fehérvár, hij tekende in februari bij Iraklis BC maar een week later verhuisde hij al naar KK MZT Skopje waar hij de rest van het seizoen doorbracht. In januari 2022 ging hij aan de slag als algemeen manager bij de Atlantic City Gambits uit de The Basketball League waar hij ook als speler uitkwam.
Hij werd na zijn carrière als speler algemeen manager van de Gambits en coach op Atlantic City High School.

## Erelijst
- Nederlands landskampioen: 2012
- Pools bekerwinnaar: 2013
- Bulgaars bekerwinnaar: 2016
- Macedonisch landskampioen: 2021
- Macedonisch bekerwinnaar: 2021